# Francis Matthews (Offizier)
Francis Raymond Gage Matthews, CB, DSO (* 26. Januar 1903; † 26. Mai 1976 in Warminster, Wiltshire, England) war ein britischer Offizier und zuletzt Generalmajor der British Army, der unter anderem nach der Zusammenlegung der Royal Military Academy (RMA) und dem Royal Military College (RMC) 1947 erster Kommandant der Royal Military Academy Sandhurst wurde.

## Leben

### Ausbildung und Verwendungen als Offizier sowie Zweiter Weltkrieg
Francis Raymond Gage Matthews, Sohn von H. F. Matthews und H. B. Jones, absolvierte nach dem Schulbesuch eine Offiziersausbildung am Royal Military College Sandhurst, wo Geoffrey Bourne, Ernest Down, Roger Bower, Archer Clive, John Carew Pole und Hugh Stockwell zu seinen Lehrgangskameraden gehörten. Nach dem Abschluss wurde er am 1. Februar 1923 als Second Lieutenant in das Linieninfanterieregiment York and Lancaster Regiment übernommen und fand in den folgenden Jahren zahlreiche Verwendungen als Offizier sowie Stabsoffizier. Er wechselte später in das Linieninfanterieregiment South Wales Borderers.
Zu Beginn des Zweiten Weltkrieges erhielt er am 18. November 1940 den kommissarischen Rang als Acting Lieutenant-Colonel sowie am 18. Februar 1941 den zeitlich befristeten Dienstgrad als Temporary Lieutenant-Colonel. Am 6. April 1942 wurde er in seinen Rang als Major zurückgestuft und erhielt bereits zwei Monate später am 6. Juni 1942 wieder den zeitlich befristeten Dienstgrad als Temporary Lieutenant-Colonel. Nachdem ihm am 14. Januar 1943 der lokale Rang als Local Colonel verliehen wurde, wurde er Direktor für militärische Ausbildung beim Heereskommando Mittlerer Osten (Director of Military Training, Middle East Command). In dieser Funktion wurden ihm am 8. April 1943 zeitgleich die kommissarischen Ränge als Acting Colonel und als Acting Brigadier. Sechs Monate später erhielt er am 8. Oktober 1943 den kriegsdienstbezogenen Dienstgrad als War Substantive Lieutenant-Colonel sowie zugleich sowohl den zeitlich befristeten Dienstgrad als Temporary Colonel und als Temporary Brigadier. Nachdem er zwischen dem 19. Mai und dem 3. Oktober 1944 Kommandeur der in Italien eingesetzten 168. Infanteriebrigade (Commanding Officer, 168th Infantry Brigade) war, fungierte er vom 10. Oktober bis zum 25. November 1944 als Kommandeur der 13. Infanteriebrigade (13th Infantry Brigade), die im Völkerbundsmandatsgebiet Palästina eingesetzt war. Im weiteren Kriegsverlauf war er vom 20. Januar bis zum 7. Juni 1945 Kommandeur der in Nordwesteuropa operierenden 185. Infanteriebrigade (185th Infantry Brigade) und wurde für seine Verdienste 1945 zum Companion des Distinguished Service Order (DSO) ernannt.

### Nachkriegszeit, Aufstieg zum Generalmajor und Posten in der Zivilverteidigung
Nachdem ihm am 6. November 1945 der kommissarische Rang als Acting Major-General verliehen wurde, war er als Nachfolger von Generalmajor Robert Knox Ross zwischen November 1945 und seiner Ablösung durch Generalmajor George Richards Mai 1946 Kommandeur der 53. (Walisischen) Infanteriedivision (53rd (Welsh) Division), die Deutschland stationiert war. Im Juni 1946 wurde er zunächst Kommandant des Royal Military College (RMC) und wurde nach der Zusammenlegung der Royal Military Academy (RMA) und dem Royal Military College (RMC) 1947 erster Kommandant der Royal Military Academy Sandhurst. Er verblieb auf diesem Posten bis zu seiner Ablösung durch seinen früheren Jahrgangskameraden Generalmajor Hugh Stockwell im Juni 1948. In dieser Verwendung erhielt er am 6. November 1946 den zeitlich befristeten Dienstgrad als Temporary Major-General und wurde am 14. März 1947 zum Colonel befördert, wobei diese Beförderung rückwirkend zum 8. Oktober 1946 erfolgte. Des Weiteren erfolgten am 1. November 1947 seine Beförderung zum Brigadier sowie schließlich am 5. April 1948 auch seine Beförderung zum Major-General.
Im Juni 1948 übernahm Generalmajor Matthews von Generalmajor George Erskine den Posten als Kommandeur der Landstreitkräfte in Hongkong (General Officer Commanding, Land Forces Hong Kong) und behielt diese Dienststellung bis zu seiner Ablösung durch Generalmajor Francis Festing im Juni 1949. Für seine dortigen Verdienste wurde er 1949 auch zum Companion des Order of the Bath (CB) ernannt. Nach seiner Rückkehr wurde er im August 1948 im Kriegsministerium (War Office) Präsident des Ausschusses für reguläre Kommissionen (Regular Commissions Board) beziehungsweise Präsident des Auswahlausschusses für Armeeoffiziere (Army Officer Selection Board) und bekleidete dieses Amt bis Oktober 1950. Daraufhin löste er am 2. Dezember 1952 Generalmajor Horatius Murray als Kommandeur der 1. Infanteriedivision (General Officer Commanding, 1st Infantry Division) ab und hatte dieses Kommando bis zum 19. Dezember 1952 inne, woraufhin Generalmajor Thomas Brodie seine dortigen Nachfolge antrat.
Zuletzt kehrte Generalmajor Francis Matthews am 15. September 1952 ins Kriegsministerium zurück und war bis zum 1. Oktober 1955 Direktor für die Infanterie (Director of Infantry, War Office). Zugleich übernahm er 1954 von General Sir Alfred Reade Godwin-Austen das Ehrenamt als Colonel of the South Wales Borderers und bekleidete dieses bis zu seiner Ablösung durch Generalleutnant Sir David Peel Yates 1961. Am 20. Oktober 1955 schied er aus dem aktiven Militärdienst aus und trat in den Ruhestand.
Danach engagierte sich Matthews zehn Jahre lang in der Zivilverteidigung und war zunächst von 1955 bis zum 7. Mai 1956 Direktor für die Zivilverteidigung in Wales sowie daraufhin zwischen dem 7. Mai 1956 und 1960 Kommandant der Verteidigungshochschule für den öffentlichen Dienst (Civil Service Defence College), ehe er zuletzt von 1960 bis 1966 Direktor für die Zivilverteidigung in der Region South West England (Director of Civil Defence, South-western Region) war.